# لیکس واتر برد
لیکس واتر برد (به انگلیسی: Lakes Water Bird) یک هواپیمای ساختِ کارخانهٔ آورو در کشور بریتانیا است. این هواپیما در ۲۵ نوامبر ۱۹۱۱ میلادی نخستین پرواز خود را انجام داد.